# Jamis
Jamis est un personnage fictif du cycle de Dune, de Frank Herbert. C’est un Fremen du sietch Tabr, dirigé par Stilgar.
Jamis est décrit par Stilgar comme étant un bon combattant. Il peut notamment se battre en tenant son krys dans n’importe quelle main, et changer rapidement de main pour dérouter son adversaire.
Lorsque Paul Atréides et sa mère Jessica sont recueillis par la troupe de Stilgar, Jamis n’approuve pas la décision de ce dernier. Le lendemain, il défie Paul en un duel à mort. Malgré l’absence de bouclier (Paul a toujours combattu avec bouclier auparavant), Paul gagne le combat et tue Jamis. Il en est profondément affecté et pleure Jamis, ce qui fait dire aux Fremen impressionnés : « Usul a donné de l’humidité au mort ! ».
Comme le veut la coutume Fremen, Paul prend alors en charge Harah la femme de Jamis.